# Mirra

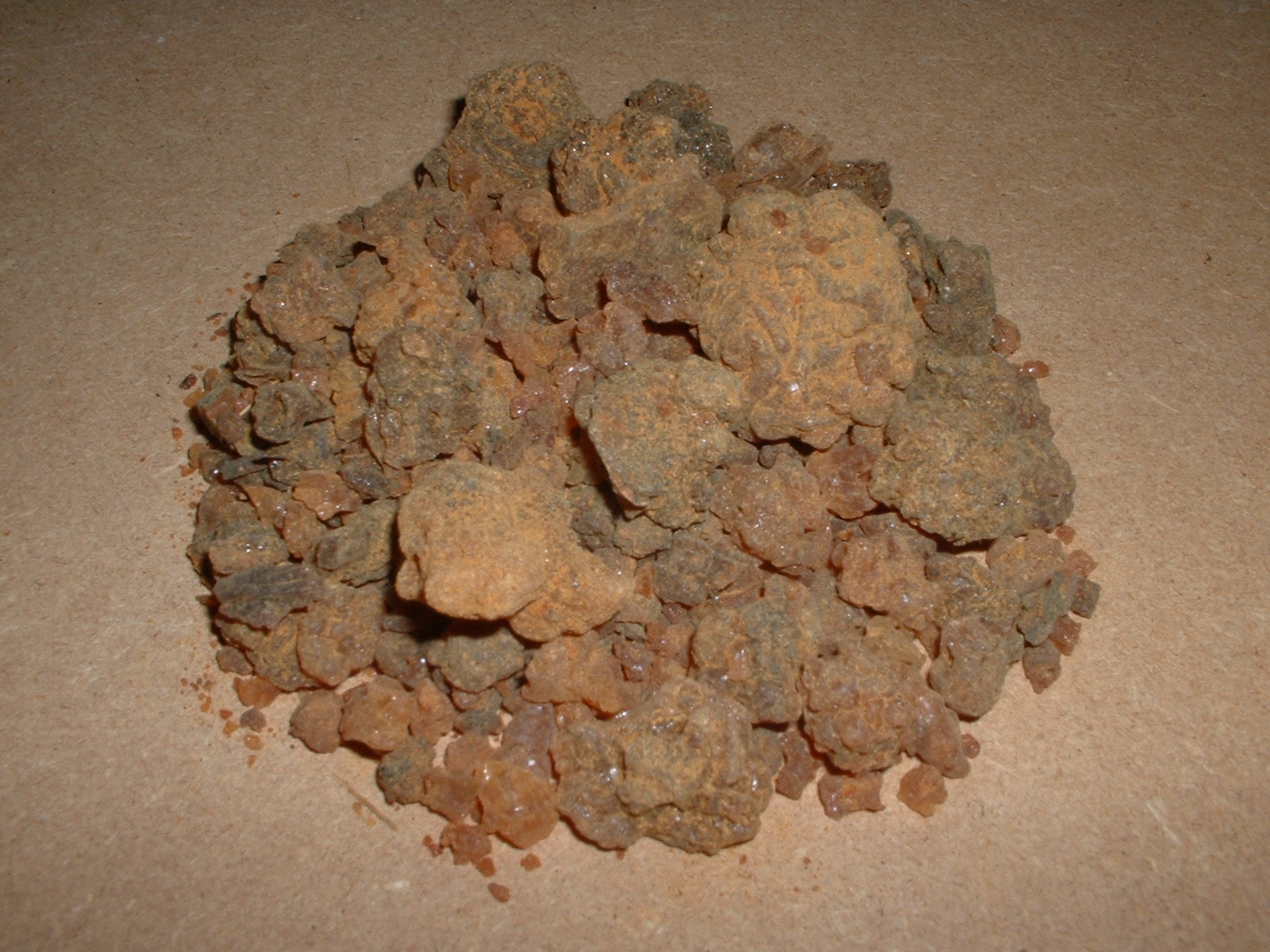
100 g mirry – ta pochodzi z rejonu Dhofar (Oman)

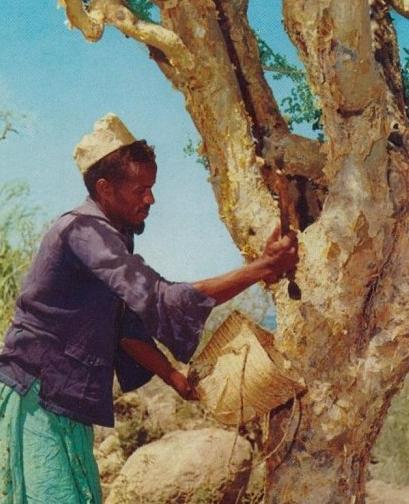
Pozyskiwanie mirry w Somalii

Mirra – wonna żywica otrzymywana z drzew i krzewów należących do rodzaju balsamowiec (Commiphora). Uważa się, że najlepsza pochodzi z balsamowca mirry (Commiphora abyssinica), możliwe jest jednak uzyskiwanie jej również z innych gatunków  balsamowca, np. Commiphora kataf i Commiphora myrrha. Nazwa mirra wywodzi się z języków semickich, por. aram. ‏ܡܪܝܪܐ‎ murr, arab. ‏مر‎ murr (w obydwu językach: „gorzka”; to słowo wywodzi się od prasemickiego rdzenia m-r-r). W hebrajskiej Biblii opisana jest słowem hebr. ‏מוֹר‎ môr (lub hebr. ‏מֹר‎ mōr).

## Właściwości
Ma konsystencję skrystalizowanego miodu, bardzo przyjemny zapach i gorzki, korzenny smak. Od olibanum różni się mniejszą zawartością żywicy, a większą olejków eterycznych. Mirra samoistnie wypływa z balsamowca w postaci przeźroczystych, czerwonobrunatnych niewielkich grudek. Są one dość kruche. W handlu mają nazwę mirra eletta, tzn. mirra wyborna. Rozcięcie kory zwiększa wyciek żywicy, ale jest ona gorszej jakości: ma postać ciemniejszych i większych grudek, często zanieczyszczonych. W handlu taka mirra ma nazwę mirra in sorte.

## Zastosowania
- W starożytności była używana jako lekarstwo w chorobach układu pokarmowego, oddechowego i rozrodczego i do pielęgnacji jamy ustnej. Leczyli nią rany żołnierze Kserksesa I (ok. 517-465 p.n.e.)[2].
- Również obecnie jest wykorzystywana jako środek leczniczy. Dodaje się ją jako środek antyseptyczny w płynach do płukania ust i pastach do zębów, stosuje także w profilaktyce i leczeniu chorób dziąseł[5]. Mirra ma własności przeciwbólowe. Jest składnikiem niektórych mazideł i maści leczniczych używanych przy leczeniu otarć skóry, stłuczeń, bólach spowodowanych skręceniem stawów, itp. Naukowcy z Florencji zbadali mechanizm jej przeciwbólowego działania na myszach. Zawarte w mirze seskwiterpeny furanoeudesma-1,3-dien wpływają na receptory opioidowe w mózgu. Receptory te mają wpływ na odczuwanie bólu[6].
- Duże ilości mirry zużywano dawniej do namaszczania i balsamowania zwłok[2].
- Jest jednym ze składników kadzidła używanego podczas liturgii[2].
- Używana jest w przemyśle kosmetycznym[2].
- Dodawano jej do wina, które podawano skazańcom przed śmiercią, by zmniejszyć ich ból. Według Ewangelii Marka (15,23) podano ją również Jezusowi na krzyżu: „Tam dawali mu wino zaprawione mirrą, lecz On nie przyjął”[2].

## W kulturze
- Aż do XIV wieku była obok złota i drogich kamieni jednym ze standardowych podarków, jakie składali sobie królowie[2].
- W Starym Testamencie mirra była składnikiem oleju świętego, używanego do namaszczania (Wj 30,23,25)[2].
- Zgodnie z Ewangelią Mateusza mirra była jednym z darów, który Jezus otrzymał od mędrców ze wschodu[7]. Była używana też przy balsamowaniu zwłok Jezusa[8][9].
- Egipska królowa Hatszepsut sprowadziła z Puntu w koszach wypełnionych ziemią sadzonki balsamowca mirry do swoich ogrodów[2].